# Villaggio dei Salassi del Monte Tantané
Il villaggio dei Salassi del Monte Tantané è un insediamento preromano scoperto verso la cima del monte omonimo, a circa 2440 m s.l.m. sulla sinistra orografica del torrente Marmore. Esso si trova nel territorio comunale de La Magdeleine, in Valle d'Aosta ed è raggiungibile a piedi dalla frazione Artaz. Secondo il ricercatore Marco Soggetto si trattava del più elevato scavo archeologico europeo degli anni 2000. · 

## Descrizione

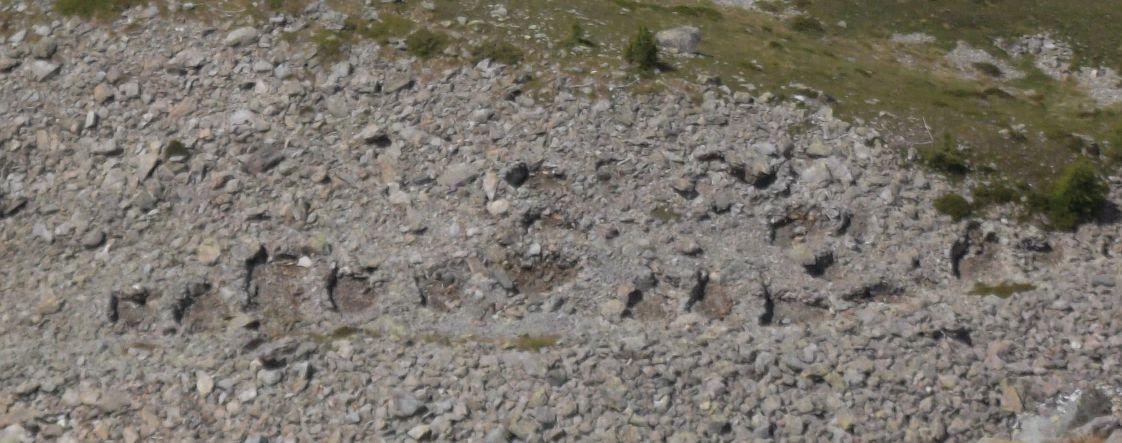
Il villaggio visto dall'alto.

Il villaggio dei Salassi del Mont Tantané è stato localizzato per la prima volta nel 1973 da Vincent Trèves, un abitante del comune.
Le analisi iniziate nel 2003 e proseguite fino al 2010 da parte della Soprintendenza per i Beni Culturali hanno permesso di fare luce su alcuni aspetti del sito.
Secondo gli studi effettuati nel 2003 da Francesco Mezzena, l'insediamento, risalente all'Età del ferro, è stato abitato stagionalmente dal II al I secolo a.C. I resti delle 22 capanne in muratura a secco indagate presentano una pianta variabile, da trapezoidale a rettangolare. · 
Nel sito archeologico sono stati rinvenuti «segni di cereali e leguminose, frammenti di ciotole, manici di utensili, nonché frammenti delle strutture lignee superiori delle capanne» · .
È attestata la presenza di donne nel villaggio grazie al ritrovamento di una fusaiola in pietra ollare e di un peso da telaio con foro.
Allo stato attuale delle ricerche sono individuabili due nuclei abitativi ravvicinati. Il gruppo di capanne superiore, detto "morena", a 2441 m s.l.m., presenta 25 capanne, mentre il gruppo di capanne detto "abitato", tra i 2425 e i 2479 m s.l.m., si trova leggermente più in basso lungo un pendio terrazzato degradante verso nord e si stima che possa comporsi di una cinquantina di capanne.
Esso è conosciuto localmente come Le réparé du Tantané, in lingua francese.

## Funzione dell'insediamento
La funzione di questo insediamento isolato resta un mistero. 
La sua ubicazione, relativamente lontana da colli e corsi d'acqua sembrerebbe escluderne la funzione di posto tappa e anche tenendo conto di un clima più caldo dell'attuale riesce difficile immaginare un utilizzo agricolo del villaggio proprio perché è costruito a ridosso delle pietraie che circondano la sommità del monte. Alcuni studiosi ritengono l'abitato legato ad un'attività estrattiva. Purtroppo ad oggi non si è trovato nei dintorni alcun giacimento di ferro e nessuna traccia di coltivazioni minerarie che confermino tale ipotesi.
Costruito sulla cima di un'elevazione che separa la Val d'Ayas dalla Valtournenche, nascosto dal fondovalle, relativamente lontano dalle vie di comunicazione, isolato dalle terre coltivabili e lontano dalle sorgenti, potrebbe far pensare ad una funzione legata alla difesa passiva della popolazione: si tratterebbe quindi di un sito abitato o frequentato solo durante i momenti più sanguinosi del conflitto che oppose i Salassi ai Romani, tra il 143 ed il 25 a.C., in cui nascondere le fasce più indifese della popolazione durante l’offensiva dell’esercito romano. Si spiegherebbe in tal modo la rozzezza delle murature che sembrerebbero costruite in tutta fretta e la mancanza nelle vicinanze di siti minerari.
Un analogo insediamento dell'età del ferro è presente sopra il Col Pierrey e in contatto visivo con il villaggio del Tantané. Allo stato attuale delle ricerche si contano una decina di villaggi salassi d'alta quota in Valle d'Aosta.

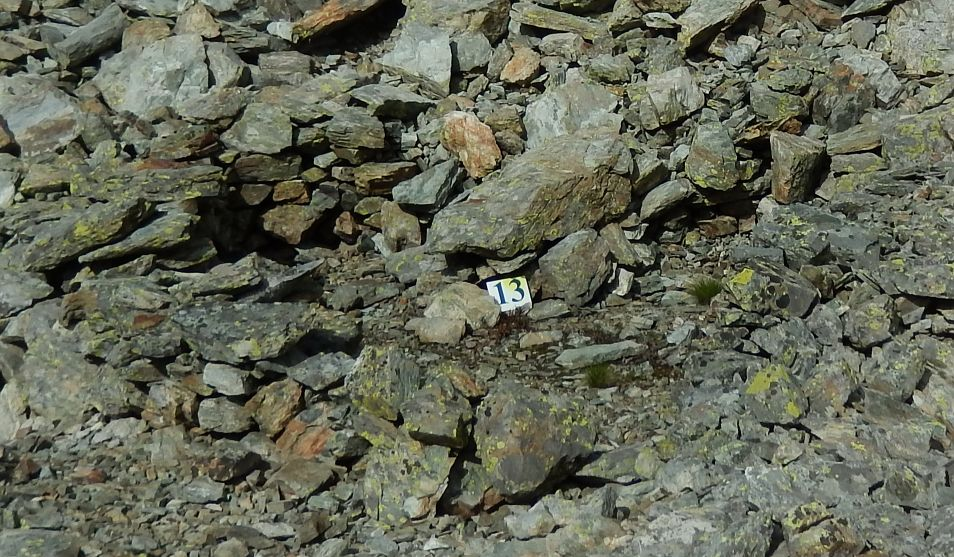
La capanna n. 13.
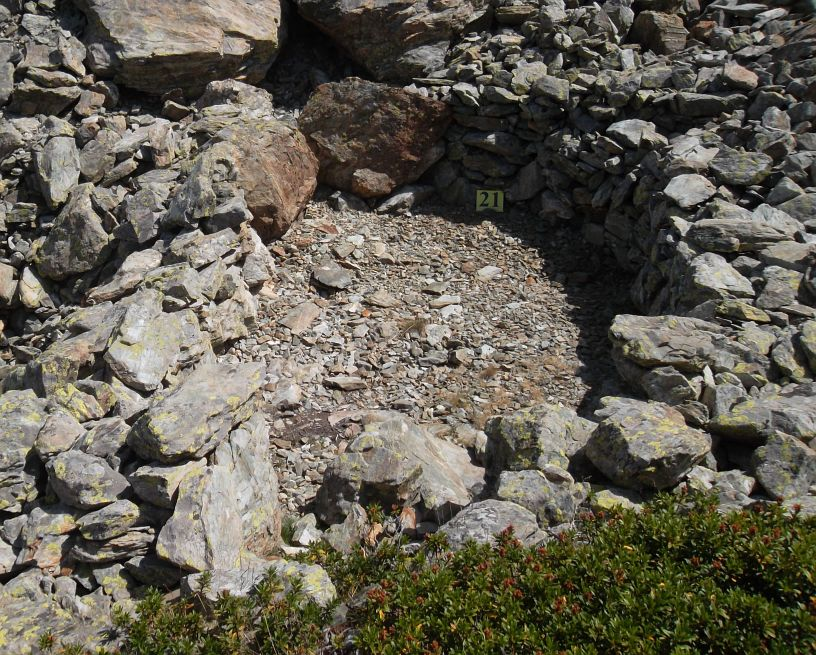
La capanna n. 21.